# Isografie

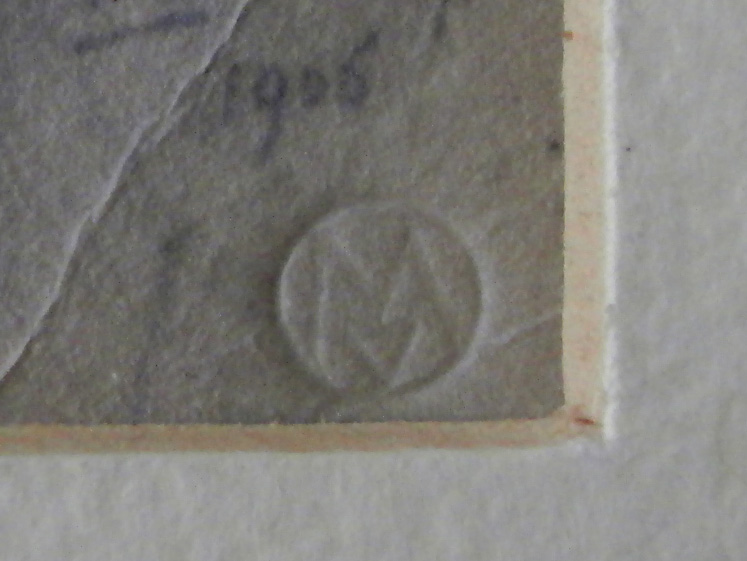
Van Meurs-merkje in reliëf op isografie van pentekening van J. Toorop. De diameter van het merkje is 5 mm

Een isografie is een fotografische reproductiemethode van tekeningen, houtsneden en etsen door de Nederlandse firma W. van Meurs (eerste helft 20e eeuw). De firma had het alleenrecht op deze facsimiles en hield haar werkwijze geheim.
De firma hield het oorspronkelijke formaat aan, de facsimiles kregen een Van Meurs-merkje en werden vaak even goed als het origineel genoemd. Isografieën van potloodtekeningen waren soms dermate echt, dat de lijntjes konden worden uitgegumd.

## Duits: Isographie
Isographie is een door Émile Magne in Parijs uitgevonden, op offset lijkend reproductieprocedé, waarbij de drukinkt van een originele ets via overbrenging op een wals opnieuw gedrukt kon worden.

## Engels: isography
Isography is een zelden gebruikte benaming voor een nagemaakt handschrift.